# 감덕
감덕(甘德, 기원전 4세기경)은 고대 중국의 천문학자다. 그가 석신과 함께 만든 성도은 바빌로니아의 항성 일람표에 이어 역사상 두번째이자 저자가 밝혀져 있는 것으로는 세계 최초로, 히파르코스가 성도를 만든 것보다 앞서 있다.
《사기》에는 그가 제나라 출신이라고 기록되어있지만, 서광은 《사기음의(史記音義)》에서 그가 노나라에서 태어났다고 적었다. 완효서는 감덕이 초나라 사람이라고 기록했다.
남긴 책으로는 《천문성점(天文星占)》, 목성(세성)에 관한 책 《세성경(歲星經)》, 그리고 석신과 함께 천체 관측을 기록한 책 《감석성경(甘石星經)》 등이 있다. 이들 중 오늘날까지 전해지는 것은 없지만, 그 내용 중 일부가 《개원점경》에 실려 있다.
감덕과 석신은 다섯 개의 행성의 움직임을 거의 정확하게 기록했다. 그들의 성도는 천구를 360°로 나누는 대신 1 태양년이 365¼인 것에 맞춰서 365¼°로 나눴다는 점이 특이하다.
감덕은 목성 옆에 ‘붉고 작은 별’이 있다고 기록했는데, 역사학자 시쩌쭝(席泽宗)은 이것이 가니메데를 최초로 발견한 기록이라고 주장했다. 밝은 목성을 나뭇가지 등으로 시야에서 가리면 가니메데는 육안으로 볼 수 있는 밝기라는 것이다. 하지만 가니메데가 육안으로 색깔을 인지할 수 있을 정도로 밝지는 않은데도 이를 붉은 별이라 기록하고 있어 그 실체를 단언하기는 어렵다.

## 같이 보기
- 동아시아의 별자리
- 갈릴레오 갈릴레이
- 히파르코스
- 니콜라우스 코페르니쿠스